# Нурі-Шарк
Ну́рі-Шарк (тадж. Нури Шарқ) — село у складі Хатлонської області Таджикистану. Входить до складу джамоату 20-річчя Незалежності Таджикистану Фархорського району.
Назва означає Світло сходу. Колишні назви — Аловуддін, Нурішарх, Комсомол, сучасна назва — з 29 березня 2012 року.
Населення — 1413 осіб (2010; 1466 в 2009, 651 в 1979).
Національний склад станом на 1979 рік — таджики.
Через село проходить автошлях А-385 Вахдат-Пандж.